# Mozart in the Jungle
Mozart in the Jungle – amerykański serial telewizyjny (komedio-dramat) wyprodukowany przez Amazon Studios oraz Picrow. Serial jest adaptacja książki "Mozart in the Jungle: Sex, Drugs, and Classical Music" autorstwa Blair Tindall. Mozart in the Jungle był udostępniony od 6 lutego 2014 roku do 16 lutego 2018 roku przez Amazon Prime Video.

Na początku kwietnia 2018 roku, platforma ogłosiła zakończenie produkcji serialu po czterech sezonach.

## Fabuła
Serial opowiada o kulisach pracy muzyków nowojorskiej orkiestry symfonicznej. Przybywa nowy dyrygent szef - Rodrigo - meksykański młody muzyk obdarzony talentem i nieokiełznanym temperamentem, sprawiającym wiele niespodzianek, kłopotów i zachwytów. Główną bohaterką jest piękna i młoda oboistka, która stara się o stałą pracę w orkiestrze lecz ląduje jako asystentka Rodriga. Inne ważne postaci, to Gloria - dyrektorka administracyjna orkiestry ciągle prosząca sponsorów o pieniądze, piękna i smutna wiolonczelistka Cynthia walcząca z chorą dłonią i prawami związkowymi muzyków, były główny dyrygent - Thomas pełen dziwactw, flecista - sympatyczny działacz związkowy, koncertmistrz skrzypiec - starszy nieładny pan chytry na pieniądze z ubezpieczenia instrumentu, piękny skrzypek wychowujący dziecko w związku z czarnoskórym księgowym orkiestry, starsza pani - pierwsza oboistka, surowa i antypatyczna, niedopuszczająca konkurencji, lecz skuteczna w negocjacjach praw związkowych. I inni. Główne wątki fabuły, to: walka o pieniądze dla bytowania orkiestry, ciągłe spotkania i koncerty dla sponsorów, narady zarządu, strajk muzyków, negocjacje itp... Wątki miłosne nacechowane są dużą swobodą obyczajów i zmiennością partnerów. Kreatywność Rodriga, który wyprowadza orkiestrę symfoniczną na ulice, do przedszkola, do więzienia, na budowę, zakłada też orkiestrę młodzieżową. Spotyka się z postaciami Mozarta, Beethovena, Bacha, Czajkowskiego, które komentują zachowanie i interpretacje Rodriga.
Przesłaniem serialu wydaje się pogodne życie w środowisku kultury niepozbawione współczesnych przywar i kłopotów. Czytelny jest również przekaz o bogactwie życia wśród muzyki klasycznej towarzyszącej współczesnym w niekoturnowy sposób.

## Obsada
- Lola Kirke jako Hailey Rutledge
- Saffron Burrows jako Cynthia Taylor
- Hannah Dunne jako Elizabeth "Lizzie" Campbell
- Peter Vack jako Alex Merriweather
- Malcolm McDowell jako Thomas Pembridge
- Bernadette Peters jako Gloria Windsor
- Gael García Bernal jako Rodrigo De Souza

### Role drugoplanowe
- Debra Monk jako Betty Cragdale
- Mark Blum jako Union Bob
- Jennifer Kim jako Sharon
- Joel Bernstein jako Warren Boyd
- Nora Arnezeder jako Anna Maria
- John Miller jako Dee Dee
- Brennan Brown jako Edward Biben
- Makenzie Leigh jako Addison[3]
- Margaret Ladd jako Claire
- Jason Schwartzman jako Bradford Sharpe
- Prema Cruz[4]

## Odcinki
| Sezon | Sezon | Odcinki | Oryginalna emisja Amazon Prime Video | Oryginalna emisja Amazon Prime Video | Oryginalna emisja Amazon Prime Video | Oryginalna emisja Amazon Prime Video |
| Sezon | Sezon | Odcinki | Premiera sezonu                      | Finał sezonu                         | Premiera sezonu                      | Finał sezonu                         |
| ----- | ----- | ------- | ------------------------------------ | ------------------------------------ | ------------------------------------ | ------------------------------------ |
|       | 1     | 10      | 6 lutego 2014                        | 23 grudnia 2014                      | 14 grudnia 2016                      | 14 grudnia 2016                      |
|       | 2     | 10      | 30 grudnia 2015                      | 30 grudnia 2015                      | 14 grudnia 2016                      | 14 grudnia 2016                      |
|       | 3     | 10      | 9 grudnia 2016                       | 9 grudnia 2016                       | 14 grudnia 2016                      | 14 grudnia 2016                      |
|       | 4     | 10      | 16 lutego 2018                       | 16 lutego 2018                       | 16 lutego 2018                       | 16 lutego 2018                       |

## Produkcja
17 marca 2014 roku, Amazon Studios zamówiła pierwszy sezon serialu Mozart in the Jungle.

20 lutego 2015 roku, Amazon Studios ogłosiła zamówienie 2 sezonu.

9 lutego 2016 roku, Amazon Studios ogłosiła przedłużenie serialu o 3 serię.

30 stycznia 2017 roku, Amazon Studios zamówiła czwarty sezon.